# Dante Mircoli
Dante Mircoli (Ladispoli, 12 marzo 1947 – Avellaneda, 4 dicembre 2024) è stato un calciatore e allenatore di calcio italiano, di ruolo centrocampista.

## Carriera
Nato a Ladispoli ma trasferitosi a cinque anni in Argentina, compie la prima fase della sua carriera nel paese sud americano, principalmente nelle file dell'Independiente, prestigiosa società nell'area metropolitana di Buenos Aires, nella quale milita (nel ruolo di centrocampista di quantità) a più riprese. Contribuisce ai successi della squadra (fra cui spiccano il successo nel Torneo Metropolitano 1971 e nella Coppa Libertadores 1972) con il suo gioco essenziale tutto cuore e polmoni, privo di finezze stilistiche, al servizio di compagni più dotati di classe.
Si mette in luce anche in Europa in occasione della doppia finale di Coppa Intercontinentale disputata nel 1972 contro l'Ajax e terminata col successo conclusivo degli olandesi: in tale circostanza viene schierato in marcatura ad uomo su Johan Cruijff, ed esegue il suo compito in maniera dura, ai limiti (spesso oltre) del regolamento, ma con una certa efficacia. Proprio a seguito di una sua dura entrata, il fuoriclasse oranje dovrà abbandonare la gara di andata anzitempo, dopo aver segnato la rete di apertura del match.
La Sampdoria nell'estate 1973, avendo Mircoli sempre mantenuto la nazionalità italiana, lo acquista dall'Independiente. Tuttavia non molto dopo il suo sbarco in Liguria Mircoli dimostra di aver difficoltà di adattamento alle modalità di allenamento del calcio italiano. In due stagioni disputa solo 9 gare con due reti all'attivo (quella del pareggio esterno contro la Fiorentina nell'ultima giornata della stagione 1973-74 e quella del successo contro il Varese alla seconda del campionato 1974-75), segnalandosi soprattutto per i suoi problemi fisici e dimostrando saltuariamente discrete doti balistiche da calcio piazzato.
La società blucerchiata all'inizio della stagione 1975-76 lo cede in prestito gratuito in Serie B al Catania, che tuttavia lo restituisce ai genovesi senza mai farlo scendere in campo, e quindi nell'ottobre 1975 al Lecco in Serie C, ma nemmeno nella squadra lombarda Mircoli riesce a garantire un rendimento accettabile ottenendo due sole presenze in campionato. A fine stagione rescinde il contratto e fa ritorno in Argentina.
In carriera ha totalizzato complessivamente 169 presenze e 8 reti nella Primera División argentina, 16 presenze e 4 reti in Coppa Libertadores e 9 presenze e 2 reti in Serie A.
Dopo il ritiro come giocatore intraprende la carriera di allenatore, allenando squadre argentine delle serie minori (Estudiantes (BA), Douglas Haig, San Telmo e Estudiantes (RC). In seguito diviene osservatore per l'Independiente.

## Palmarès

### Giocatore

#### Competizioni nazionali
- Campionato argentino: 2

Independiente: Nacional 1967, Metropolitano 1971

#### Competizioni internazionali
- Coppa Libertadores: 1

Independiente: 1972